# Isla Bartolomé (ö i Ecuador)
Isla Bartolomé är en ö i Ecuador.   Den ligger i provinsen Galápagos, i den västra delen av landet, 1 300 km väster om huvudstaden Quito. Arean är 1,2 kvadratkilometer.
Terrängen på Isla Bartolomé är platt. Öns högsta punkt är 93 meter över havet. Den sträcker sig 1,2 kilometer i nord-sydlig riktning, och 2,2 kilometer i öst-västlig riktning.